# RJD2
Ramble John Krohn, dit RJD2, né le 27 mai 1976 à Eugene, dans l'Oregon, est un producteur, disc jockey, et compositeur de hip-hop et de musique électronique américain. Il est directeur du label discographique RJ's Electrical Connections, et membre de groupes tels que Soul Position, MHz Legacy et Icebird.

## Biographie
Ramble John Krohn est né le 27 mai 1976 à Eugene, dans l'Oregon, et a grandi à Columbus, dans l'Ohio. Il lance sa carrière musicale en 1993. L'artiste connaît ses premiers succès en tant que disc jockey et producteur du collectif hip-hop Megahertz à Columbus. Après la sortie de deux singles chez un label New-Yorkais (Fondle 'Em Records), ses débuts en solo avec Your Face or Your Kneecaps attirent l'attention du magazine Rolling Stone.
En 2002, RJD2 signe au label Definitive Jux d'El-P et publie son premier album solo, Deadringer, bien accueilli par la presse spécialisée. RJD2 collabore ensuite avec le rappeur Blueprint sous le nom Soul Position, publiant 8 Million Stories au label Rhymesayers Entertainment en 2003. Il publie son deuxième album solo, Since We Last Spoke, sur Definitive Jux en 2004. Le deuxième album de Soul Position, Things Go Better with RJ and AL, est publié en 2006 sur Rhymesayers Entertainment. 2006 assiste aussi à la publication de Magnificent City, son album collaboratif avec Aceyalone. Magnificent City contient la chanson A Beautiful Mine, également utilisée dans les titres de Mad Men.
En 2007, RJD2 publie l'album The Third Hand, sur XL Recordings. En 2010, il publie son quatrième album solo, The Colossus, sur son propre label RJ's Electrical Connections. En 2011, il publie l'album, We Are the Doorways, sous le nom de The Insane Warrior. RJD2 forme Icebird avec Aaron Livingston, chanteur du groupe The Mean, originaire de Philadelphie. Le premier album du duo, The Abandoned Lullaby, est publié en 2011. En 2013, RJD2 publie son cinquième album solo, More Is than Isn't, sur RJ's Electrical Connections.
En 2015, RJD2 publie un album collaboratif avec le rappeur STS, intitulé STS x RJD2. Son sixième album solo, Dame Fortune, est publié en 2016.

## Discographie

### Albums studio
- 2001 : Your Face or Your Kneecaps
- 2002 : Deadringer
- 2003 : 8 Million Stories (en collaboration avec Soul Position)
- 2004 : Loose Ends
- 2004 : Since We Last Spoke
- 2005 : Constant Elevation
- 2005 : In Rare Form Unreleased Instrumentals
- 2006 : Magnificent City Instrumentals
- 2007 : The Third Hand
- 2009 : rjd2 2002-2010 best-of 7lp's
- 2010 : The Colossus
- 2010 : Inversions of The Colossus
- 2013 : More Is than Isn't
- 2015 : STS x RJD2 (avec STS)
- 2016 : Dame Fortune
- 2020 : The Fun Ones
- 2024 : Visions Out of Limelight

### EPs
- 2002 : Unlimited (en collaboration avec Soul Position)
- 2003 : The Horror
- 2009 : Tin Foil Hat

### Singles
- June b/w The Proxy (2001)
- Rain b/w Find You Out (2002)
- Here's What's Left (2002)
- Let the Good Times Roll (2002)
- The Horror b/w Final Frontier (Remix) (2003)
- Sell the World b/w Ghostwriter (Remix) (2003)
- 1976 (2004)
- Through the Walls (2004)
- Exotic Talk (2004)
- Fire (2005) (avec Aceyalone)
- Superhero (2006) (avec Aceyalone)
- You Never Had It So Good (2007)

### Participations
- Pigeon John – The Last Sunshine (sur And the Summertime Pool Party)

### Productions
- 2001 : Aesop Rock – Kill 'Em All Remix
- Cage – Among the Sleep (sur Movies for the Blind)
- 2002 : Mos Def/Diverse/Prefuse 73 – Wylin Out (RJD2 Remix)
- 2002 : Souls of Mischief – Spark
- 2002 : Massive Attack – Butterfly Caught (RJD2 Remix)
- 2003 : Murs – Sore Losers (sur The End of the Beginning)
- 2003 : Viktor Vaughn – Saliva (sur Vaudeville Villain)
- 2003 : The Weathermen – 5 Left in the Clip (RJD2 Remix)
- 2003 : Cage – Weather People (sur Weatherproof)
- 2003 : Nightmares on Wax – 70s 80s (RJD2 Remix)
- 2003 : Elbow – Fugitive Motel (RJD2 Mix)
- 2003 : Tame One – Up 2 No Good Again (sur When Rappers Attack)
- 2003 : CunninLynguists – Seasons (sur SouthernUnderground
- 2003 : Diverse – Certified, Uprock, Big Game, Explosive et Under the Hammer (sur One A.M.)
- 2003 : Aceyalone – Lost Your Mind et Moonlit Skies (sur Love and Hate)
- 2003 : Babbletron – The Clock Song (sur Mechanical Royalty)
- 2004 : Vast Aire – 9 Lashes (When Michael Smacks Lucifer)  (sur Look Mom... No Hands
- 2004 : Leak Bros. – Gimmesumdeath (sur Waterworld)
- 2004 : Hikaru Utada – Devil Inside (RJD2 Remix)
- 2005 : Leela James – Music (RJD2 Remix)
- 2005 : Cage – Shoot Frank from Hell's Winter (2005)
- 2006 : Pigeon John – The Last Sunshine (sur And the Summertime Pool Party)
- 2006 : Cool Calm Pete – Black Friday (sur Lost)
- 2006 : Aceyalone – Never Come Back, Angelina Valintina et Impact (sur Grand Imperial)
- 2007 : Jack Peñate – Learning Lines (sur Matinée)
- 2010 : Yo La Tengo – Here to Fall (RJD2 Remix)" from Here to Fall: Remixes
- 2011 : J-Live – Great Expectations (sur S.P.T.A.)
- 2014 : CunninLynguists – The Format (sur Strange Journey Volume Three)
- 2014 : Son Little – Cross My Heart (RJD2 Remix) (sur Things I Forgot)